# Lars Gösta Hägglöf
Lars Gösta Hägglöf, född 10 augusti 1897 på Lidingö, död 10 november 1954 i Stockholm, var en svensk militär (överste). 

## Biografi
Hägglöf utnämndes till fänrik vid Svea artilleriregemente 1918. Han genomgick utbildning till fältflygare 1928 och utnämndes till kapten i Flygvapnet 1933. Han var flygattaché i London 1937–1940 och flottiljchef vid Svea flygflottilj 1941–1952. Under en period var han även adjutant åt kung Gustaf VI Adolf. 
Hägglöf är begravd på Norra begravningsplatsen utanför Stockholm. Han var gift med Mary Henning (1909–2004). De fick fyra döttrar Catharina, Milis, Lena och Agneta. Mary var nära vän till den senare danska drottning Ingrid. 

## Utmärkelser
- Kommendör av första klass av Svärdsorden, 6 december 1950.[2]